# Latvijas Universitāte
Latvijas Universitāte (česky Lotyšská univerzita) je nejstarší a největší vysoká škola v Lotyšsku.

## Historie
Univerzita byla založena 28. září 1919 v Rize, na základech Rižské Polytechniky založené roku 1862, jejíž původní sídlo využívá dodnes. Současné jméno získala univerzita v roce 1923. V předválečných letech byla univerzita jednou ze tří institucí, a zároveň největší, kde bylo v Lotyšsku možné získat vysokoškolské vzdělání. V letech 1958–1990 nesla název „Lotyšská státní univerzita Pētera Stučky“.
Postupem času se od Lotyšské univerzity osamostatnilo několik dnešních odborných univerzit, jako jsou Lotyšská zemědělská univerzita (sídlící v Jelgavě), Lotyšská lékařská univerzita nebo Technická univerzita v Rize (1958). V současnosti (2019) má tato veřejná vysoká škola třináct fakult a studuje na ní okolo 28 000 studentů.